# Старе Давидково
Старе́ Давидково — невелике село в Мукачівському районі Закарпатської області в Україні. Село розташоване на правому березі річки Латориця, біля автомобільного шляху міжнародного значення М 06 (да ділянці Мукачево — Ужгород, приблизно в 5 км на захід від Мукачево). Входить до складу Івановецької сільської громади.

## Історія
Роком заснування села вважається 1364-й, про що у своїх наукових працях згадує угорський професор Ласло Деже (угор. Dezső László) — дослідник та українознавець, який подав перелік сіл краю та історію їх заснування. Про цю дату згадують й інші історики — Михайло Лучкай, Тиводар Легоцький та Деже Чанки. Йдеться про часи, коли в цих місцях оселився князь Федір Коріятович — за царювання Людо́вика I Уго́рського(пол. Ludwik Węgierski) (Лайош І Великий, угор. I. (Nagy) Lajos; 5 березня 1326 — 10 вересня 1382) — «Король Галичини та Володимирії». Втім в деяких джерелах вказується на більш раніші часи заснування O-Davidhaza як частини Угорського Королівства (ХІ ст.).
В околицях Старого Давидкого з давних давен вирощували вино, яке цінувалося в Європі. Про це йдеться, зокрема у Путівнику для подорожуючих по Австрійській імперії.
Для того, щоб дістатися до Munkacs (Мукачево), необхідно проїхати Darocz (с. Дароц або Дравці, зараз — мікрорайон Ужгорода), Hluboka (с. Глибоке), русинське торгове село Szerednye (с. Середнє між Ужгородом і Мукачевом) та села Kajdano (Кайданово), Rakos (Beregrákos, Rákošín або Ракошино), O Davidhaza (Старе Давидково)… в околицях яких зростає вино більше схоже на шампанське, Der gefährte auf reisen in dem österreichischen kaiserstaate, Franz Tschischka (1834).
Адміністративний центр тоді знаходився в сусідньому селі Паланок, де реєструвалися всі значні події — народження, шлюбу і смерті. До 1918 р. село належало до Угорського Королівства у складі комітата Берег, або Березької жупи під назвою O-Davidhaza. 1904 року Міністерство внутрішніх справ Угорщини затвердило герб селища (за давнішою громадською печаткою): на блакитному тлі селянин з сокирою в руці, перед яким у землю встромлений леміш.
Після приєднання Підкарпатської Русі до Чехословаччини (1918—1938) було перейменоване на Старе Давидково. У березні 1938 року, напередодні Другої світової війни, Карпатську Україну окупувала Угорщина. Після завершення війни в 1945 році у складі Закарпатської області відійшов до Української РСР.
Готуючись до ювілею села, стародавидківці відсвяткували у травні 2011 року 647-му річницю з дня заснування села. Свято було організовано силами активних мешканців та почалося з Божого благословення настоятеля греко-католицької церкви о. Михайла. Ще біль урочисто 18 травня 2014 Старе Давидково відзначало 650-річчя. Торжества розпочалися архієрейською службою, в якій брали участь преосвященний владика Мілан Шашік та понад десяток священиків із сусідніх сіл. Також було освячено нещодавно встановлену статую Пресвятої Богородиці, зведену зусиллями односельчан і за участі настоятеля церкви Василя Якубича.

## Населення
Згідно з переписом УРСР 1989 року чисельність наявного населення села становила 656 осіб, з яких 310 чоловіків та 346 жінок.
За переписом населення України 2001 року в селі мешкало 610 осіб.
На 01.05.2014 р. населення Старого Давидково становило 600 осіб, що мали близько 220 дворогосподарств.
За інформацією члена НСЖУ, стародавидківця Андрія Дудаша у травні 2014 р. в селі було близько 220 дворогосподарств, у яких проживали понад 600 осіб, котрі бережуть свої звичаї, мову та віру. За його словами, стародавидківців завжди вважали особливо працьовитими людьми, що живуть за принципом: «Якщо хочеш ґаздувати — з курми лягай, а з півнями вставай».

### Мова
Розподіл населення за рідною мовою за даними перепису 2001 року:
| Мова       | Відсоток |
| ---------- | -------- |
| українська | 99,34 %  |
| угорська   | 0,33 %   |
| російська  | 0,16 %   |
| словацька  | 0,16 %   |

## Заснування Нового Давидково
Частина мешканців села згодом переселилася на більш родючий лівий берег, заснувавши там село Нове Давидково. Однією з причин, яка змусила їх залишити рідні оселі (окрім природного зростання кількості родин у Старому Давидкові поряд з недоліком землі для їх прожитку) були часті повені, що спричиняв розлив Латориці. До кінця XIX століття річка прорила собі в піщаному ґрунті глибоке русло: обидва її береги вже мали висоту до 5-ти сажень (10.5 метрів). Але 4-5 століть тому, за словами священика с. Нове Давидково Івана Сільви, берега Латориці були більш плоскими і в дощову погоду вода виривалася наверх, затоплюючи пойму більш пологого правого берега.

## Назва села
Назва обох поселень, на думку Сільви, походить від особового імені Давид, що був «знаменитою особистістю та мав велику повагу серед перших поселенців Стараго Давидова»:
«Від цього родоначальника, і від його сучасників або родичів, з якими він в перший раз оселився на цьому місці, повинні були відбутися перші нащадки, і від них нинішні жителі обох роз'єднаних згодом наших сіл» («Соображенія и заключенія, выведенныя изъ замѣток, найденных въ пѣрвыхъ матриках вѣси Ново-Давыдковской, собранныя и сказанныя душпастырѣмъ Іваномъ Сильвой, года 1899-го 7/19 Іюния въ Понедельникъ Сошествія Св. Духа, по случаю столѣтней годовщины освященія ся нынѣшняго каменнаго храма Св. Архангела и Архистратіга Михаіла», 1899.10.01)
Як стверджують джерела, що вивчають єврейську спадщину та генеалогію, перші євреї оселилися в Новому Давидково після 1711 року, коли було придушено повстання під проводом Франциска II Ракоці, і Габсбургами було відновлено порядок в регіоні. Новоприбулі, ймовірно, мігрували з Галичини на південь через Карпати і влаштувалися в багатьох селах вздовж річки Латориця. У 1787 році главами єврейськими домогосподарств у селі, згідно метрик, були зокрема Саламон Аккерманн, Марія Флейшер та Ізраїль Грунман. У 1877 році загальна чисельність населення в Старому Давидкові складала 345 осіб, серед них було 94 єврея. Русини становили більшість населення поряд єврейською (94) і трохи меншою угорською меншиною. Хоча до євреїв у селі ставилися добре, згодом ті, хто вижив після Другої Світової війни, поїхали в Ізраїль і США. Ті ж, хто залишився, мігрували в більш великі міста, такі як Мукачево.

## Спорт
У Старого Давидково є свій футбольний клуб «Латориця»,, що бере участь в Чемпіонаті Мукачівського району та регулярно проводить матчі з командами сусідніх сел — Нового Давидково, Верхнього Коропця тощо.

## Храм Верховних апостолів Петра і Павла
Старе Давидково після 1991 року повернулося до греко-католицької віри. На відміну від Нового Давидкова, де більшість вірників належать до православної конфесії, тут переважають греко-католики. Старе Давидково разом з Клячаново — два села Мукачівського району, в яких кількість вірників греко-католицької церкви переважає всі інші конфесії. В неділю сюди приходить у середньому 250 людей, розповідає священик Василь Якубич. Він є настоятелем і для громади села Ракошино.

храм св. Петра і Павла. 1870.
Дерев'яну церкву св. Михайла згадують 1733 p., а також 1770 p., коли Старе Давидково було філією Нового Давидкова.
Теперішня мурована церква має типову базилічну форму. Пам'ятають, що до її спорудження був причетний місцевий тесля Крамницький. Розмалював інтер'єр відомий художник Ф. Видра. На зворотному боці однієї з ікон нижче намісного ряду підклеєно уторську газету «Будапешт» за 1886 р. Можливо, тоді образи малювали чи оновлювали.
У 1937 р. художник Войтех Буреш, словак за походженням, перемалював усі ікони. Пізніше замінили царські та дияконські двері іконостаса.
У 1991 р. церкву повернули греко-католикам. Служить у храмі отець Михайло Малеїн.
Петро-Павлівський храм у Старому Давидкові здалеку привертає увагу незвичною конструкцією — дугами-колонами, що тягнуться від вежі аж до самої землі. Отець Василь Якубович пояснює, що при зведені храму були допущенні первні прорахунки, тож у 2008 році прийшлося рятувати святиню. Коли будова осіла й вежа почала відхилятися від основи, проблему вирішили ось в такий цікавий спосіб. Київський архітектор добре продумав спорудження, бо функціональна підпора для турні стала родзинкою церкви. Як і в сусудніх Іванівцях та Клячанові, вона належить до старого типу церков, що зводилися на Закарпатті за типовим проектом у дорадянські часи — на фасаді зазначено 1868 рік будівництва. Ікони для храму малював відомий словацький художник Войтех Буреш. У 2018 році у селі архієреї Мукачівської греко-католицької єпархії провели службу Божу з нагоди 250-річчя Петро-Павлівського храму.
Церква св. Петра і Павла. 1926.
храм св. Петра і Павла. 1926.
Новозбудовану церкву св. Петра і Павла посвятив архімандрит Віталій 12 грудня 1926 р. У червні 1928 р. було посвячено дзвін.
Очевидно, церкву розібрали з приходом радянської влади, найімовірніше в 1946 p., коли стару муровану церкву було перетворено на православну.

## Туристичні місця
- храм св. Петра і Павла. 1926.
- храм св. Петра і Павла. 1870.

## Постаті
Давидківська земля народила чимало відомих людей науки та освіти — понад 80 учителів із вищою та ще близько 50 — із середньою спеціальною педагогічною освітою. Семеро уродженців села здобули наукові ступені, серед них:
- Дмитро Сикора — доктор фізико-математичних наук;
- Андрій Дудаш — кандидат біологічних наук, член НСЖУ.

Також село є малою батьківщиною відомого єврейського поета Авігдора Хамейрі (Фойерштейн, 1890—1970). Народившись в Старому Давидково, він провів тут дитинство, опублікувавши у 1907 році він опублікував перший вірш на івриті, а в 1912 році — свою першу поетичну книгу. Під час Першої Світової війни був офіцером Австо-Угорської армії. Потрапивши у 1916 році в полон до росіян, був ув'язненим до Сибіру, проте звільнений після Жовтневого перевороту 1917 року. Емігрувавши в 1921 році до Палестини, він приєднався до команди газети «Haaretz», був також редактором декількох літературних і культурних журналів. У 1932 році заснував у Тель-Авіві перший сатиричний театр івриту. Написав понад 30 книг, серед яких: поезія, романи, оповідання, нехудожня та дитяча література. Його роботи були опубліковані на 12 мовах, він був нагороджений премією Ізраїлю. Перший івритський ток-фільм, створений у 1933-35 роках, був заснований на сценарії, написаному під назвою «Це земля». Фільм зображує п'ятдесят років піонерського поселення в Ізраїлі, починаючи з приходу Білуїму, першого новаторського руху.
Село також не було осторонь після початку російсько-української війни на Сході країни, віддавши АТО своїх кращих синів, у тому числі:
- Фіцкалинець Василь Васильович (1974—2016) — старший сержант Збройних сил України, учасник бойових дій.

## Скандал з видобутком гравію
В 2014 році жителі Старого Давидково забили на сполох через неконтрольований видобуток гравію у руслі річки Латориця між Новим та Старим Давидковом, що почав
переростати в екологічну катастрофу. Видобуток гравію не заборонений в Україні, але роботи повинні проходити згідно з чинним законодавством та дотриманням природоохоронних норм. За словами односельчан, у підприємця з Нового Давидкова, який вже понад 7 років видобував гравій, вздовж та впоперек на десятки метрів розривши русло Латориці, дозвільна документація відсутня, від сплати податків він ухиляється. Люди неодноразово звертались до підприємця з проханням призупинити, чи хоча б зменшити видобуток гравію. Масштабний видобуток піщано-гравійної суміші з русла річки сприяє ерозії берегів, пониженню рівня води, тим самим негативно впливає на нерестову міграцію та нерест водних біоресурсів. Це не лише порушення природоохоронного законодавства, але й прямий удар по екології регіону. Ініціативна група жителів прилеглих сіл відправила декілька запитів до прокуратури, відділу екології та водного господарства. Але порозуміння з підприємцем знайти не вдалося: він неодноразово сплачував штрафи, судився, підпадав під своєрідні покарання, однак, бізнес не припинив. За словами людей кожного дня з кар'єру вивозили десятки машин природного гравію, який не є дешевим. Як результат — кратер розміром у триповерховий будинок біля річці Латориця. Працівники так «розкопались», що вже почали доходити до людських ділянок та новобудов. Жителі навколишніх сіл, а саме Нового й Старого Давидкова разом з Іванівцями, звернулися до правоохоронних органів, засобів масової інформації та громадськості по допомогу. Наразі були розпочаті слідчі дії.